# Hippolyte Féret
Pour les articles homonymes, voir Féret.
Hippolyte Feret, orthographié aussi Ferret, est un curé de Saint-Nicolas-du-Chardonnet, né à Pontoise, ancien grand vicaire de l'archevêque de Rouen à Pontoise, vicaire général de Paris pour le Vexin, mort en 1677.

## Biographie

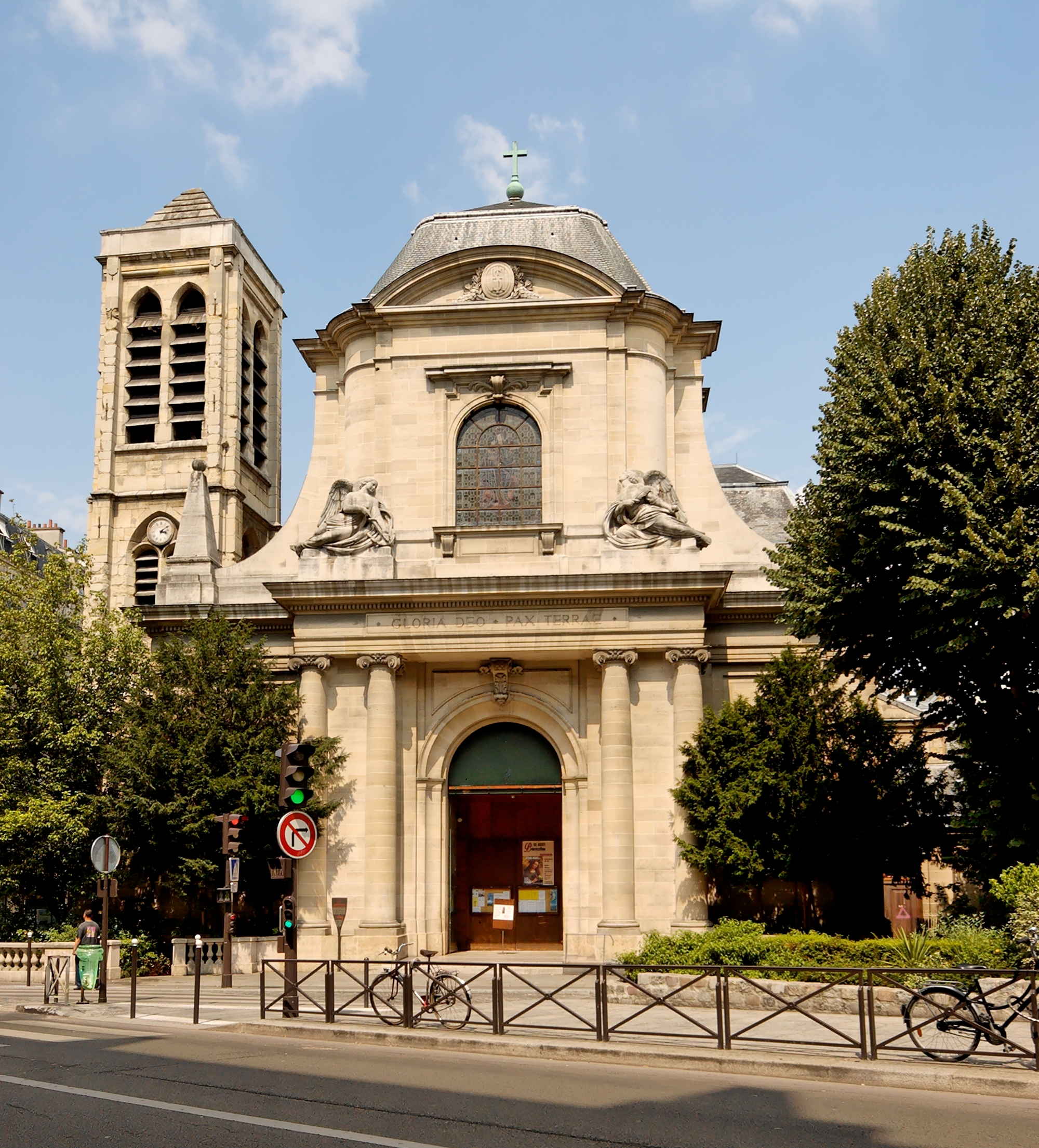
Saint-Nicolas-du-Chardonnet

Hippolyte Feret est né à Pontoise, il commence en  1656, la construction  de la nouvelle église  de  Saint-Nicolas-du-Chardonnet   aidé de quelques paroissiens. Il est le supérieur des Annonciades de 1650 à 1674 et de la Sainte-Famille, les Miramiones de Madame de Miramion, puis de la fondation de Melle Blosset, disciple de Bourdoise, qu'il groupe en une seule association, les Filles de Sainte-Geneviève. Il écrit un livre sur Pontoise pour réfuter un autre livre écrit par Guy  Bretonneau en 1633. Anti janséniste, il semble bien connaître Port-Royal en particulier le Père Paulon.